# Közmű
Egy közműcég (vagy általában csak közmű) olyan gazdálkodó szervezet, mely közszolgáltatás keretében üzemeltet valamely alapvető szükségletet kielégítő infrastruktúrát. A közművek tipikusan helyi önkormányzatok, vagy az állam felügyelete alatt állnak és széleskörűen meghatározott jogszabályi környezetben működnek. A „közmű” fogalma alatt számos különféle közszolgáltatást értünk, például: villamos energia-, földgáz-, távhő-, víz-, távközlési (vezetékes telefon, internet), vagy éppen közösségi közlekedési szolgáltatást.

## Jogi státusz
Magyarországon egy villamos- vagy földgáz közműhálózat üzemeltető a működési engedélye szerinti területen kizárólagosan jogosult az adott közszolgáltatást végezni.  Elkerülendő az infrastrukturális párhuzamosságokat, nemzetgazdasági szempontból természetes monopóliumnak minősül, így a területén kizárólagosan végzi tevékenységét.
A távhőszolgáltatás szintén engedélyköteles tevékenység és egy adott településen való közszolgáltatás határozatlan idejű biztosítását jelenti. Számos távhőszolgáltató van magántulajdonban, de önkormányzati tulajdon a jellemző.
Viziközművek a monopólium mellett állami tulajdonban is vannak, míg más közművek üzemeltetői magántulajdonú monopóliumok (pl. E.ON).
A közműtevékenység felügyeletét villamosenergia, földgáz, távhő és víz tekintetében a Magyar Energetikai és Közmű-szabályozási Hivatal (MEKH) látja el hazánkban.

## Közműhálózatok elhelyezkedése
Közműhálózatokat elsősorban és lehetőség szerint közterületen hoznak létre úgy, hogy azok az út keresztszelvényében meghatározott helyen húzódnak. Az ún. nyomvonalas létesítmények elemei (vezetékek, kábelek, csőrendszerek) jellemzően földfelszín felett, illetve alatt helyezkednek el. Földfelszínen a közlekedési infrastruktúra, illetve a csapadékelvezető és az árvízvédelmi rendszerek vannak.
Ahhoz, hogy egy közművezeték zavartalanul teljesítse feladatát, külső terhelés elleni védelemmel kell ellátni. Ez földkábelek, gázvezetékek esetén a védőcsövezést, illetve a megfelelő takarási mélységet, szabadvezetékek esetén – villámcsapás elleni – védővezető kiépítését jelenti. Kritikus vezetékszakaszok sérülés elleni védelmét a védőcső mellett a védőcsatorna, illetve az ún. alépítmény, vagy közműalagút is szolgálja. Villamos hálózatok esetén lényeges az ún. biztonsági övezet, illetve védőtávolság, mely a nyomvonalas létesítmény épületektől, járószinttől, útfelülettől, illetve növényzettől való távolságát jelenti.

## Elektronikus közműnyilvántartás
2017. július 1-től közműegyeztetési kérelem kizárólag elektronikusan kérhető. Az ún. e-közmű rendszer feladata – helyrajzi szám alapján – információ szolgáltatása a közművezetékek elhelyezkedéséről, tulajdonosáról, üzemeltetőjéről. A rendszer lakossági célú felhasználása ingyenes, de regisztrációhoz kötött.  A kiviteli tervezéshez szükséges tervezői egyeztetés jogosultsághoz kötött. Az e-Közmű rendszer üzemeltetéséért a kizárólagos joggal rendelkező Lechner Tudásközpont Területi, Építészeti és Informatikai Nonprofit Korlátolt Felelősségű Társaság felel.

## Fordítás
- Ez a szócikk részben vagy egészben  a   Public utility című angol Wikipédia-szócikk fordításán alapul.  Az eredeti cikk szerkesztőit annak laptörténete sorolja fel. Ez a jelzés csupán a megfogalmazás eredetét és a szerzői jogokat jelzi, nem szolgál a cikkben szereplő információk forrásmegjelöléseként.